# محبتي (مقاطعة فيروزآباد)
محبتي (بالإنجليزية: Mazraeh-ye Mahbati)‏ هي human-geographic territorial entity تقع في فارس في إيران. يقدر عدد سكانها بـ 50 نسمة .